# Blanche-Église
Blanche-Église (Duits: Weißkirchen (Salzgau)  ) is een gemeente in het Franse departement Moselle (regio Grand Est) en telt 115 inwoners (1999).
De gemeente maakt deel uit van het arrondissement Château-Salins en sinds 22 maart 2015 van het kanton Le Saulnois, toen het kanton Dieuze, waar de gemeenten daarvoor onder viel, erin opging.

## Geografie
De oppervlakte van Blanche-Église bedraagt 6,8 km², de bevolkingsdichtheid is 16,9 inwoners per km².
De onderstaande kaart toont de ligging van Blanche-Église met de belangrijkste infrastructuur en aangrenzende gemeenten.

## Demografie
Onderstaande figuur toont het verloop van het inwonertal (bron: INSEE-tellingen).